# 山西雅子
山西 雅子（やまにし まさこ、1960年3月29日 - ）は俳人。舞俳句会主宰。

## 経歴
大阪府生まれ。奈良女子大学大学院文学研究科国文学専攻修士課程修了。
10代で詩作を始める。その後歌作を始め、「心の花」に入会。1989年、歌集『花を持って会いにいった』を刊行。同年、岡井省二に師事。「晨」を経て、1991年、省二の主宰誌「槐」創刊に参加。翌年、第1回槐賞受賞。2001年、省二の死去にともない退会。同世代の同門に、小山森生、加藤かな文、吉野裕之などがいる。
2008年、大木あまり、石田郷子、藺草慶子とともに「星の木」を創刊。2010年、「舞」を創刊、主宰。

## 著書
- 歌集『花を持って会いにいった』 ながらみ書房、1989年
- 句集『夏越』 花神社、1997年
- 『俳句で楽しく文語文法』 角川書店〈角川選書〉、2004年
- 句集『沙鴎』 ふらんす堂、2009年
- 『花の一句』 ふらんす堂、2011年
- 句集『雨滴』 角川文化振興財団、2023年